# Chueca (kommun)
Chueca är en kommun i Spanien.   Den ligger i provinsen Toledo och regionen Kastilien-La Mancha, i den centrala delen av landet, 80 km söder om huvudstaden Madrid. Antalet invånare är 270.